# Who We Are (라이프하우스의 음반)
| 전문가 평가         | 전문가 평가 |
| 평가 점수           | 평가 점수   |
| 출처                | 점수        |
| ------------------- | ----------- |
| Allmusic            | [ 1 ]       |
| Contactmusic.com    | (positive)  |
| Jesus Freak Hideout | [ 3 ]       |
| Melodic.net         | [ 4 ]       |
| Slant Magazine      | [ 5 ]       |

Who We Are는 미국의 얼터너티브 록 밴드 라이프하우스 (Lifehouse)의 네번째 정규 앨범이다. 앨범은 CD 포맷으로 2007년 6월 18일에 미국에서 발매되었다. 다음 날인 19일에는 디지털 다운로드 포맷으로 발매되었다. 라이프하우스가 앨범의 작업에 착수할 때 그들에겐 데모 한 곡 없이 그저 리드 보컬 제이슨 웨이드 (Jason Wade)가 작사한 가사만 가지고 있었으며 작곡은 앨범 작업과 동시에 진행되었다고 한다. 앨범에 수록된 곡들은 대부분 사랑, 환희, 고난, 고통과 같은 서로 다른 감정들에서 영감을 받아 만들어졌다. 음악적으로는 앨범은 록, 얼터너티브 록, 어덜트 컨템포러리가 조합된 형태라고 할 수 있다.
앨범은 평단의 긍정적인 평가를 받으며 첫 주 49,000장의 판매고를 올리며 빌보드 HOT 200 차트의 14위를 기록하였다. 또한 빌보드의 다른 여러 차트에서도 20위 내의 우수한 성적을 기록하였다. 2008년 10월 22일에 미국 음반산업협회 (RIAA)에서 수여하는 GOLD 마크를 받았다.
앨범의 타이틀 싱글은 앨범보다 앞선 2007년 3월 7일에 공개된 "First Time"으로 이 곡은 여러 나라에서 차트 순위에 이름을 올렸다. 두번째 싱글인 "Whatever It Takes"은 2007년 11월 13일에 초연되었으며 다수의 빌보드 차트에 이름을 올렸다. 세번째 싱글인 "Broken"은 영화음악에도 쓰이는 등 상업적으로 큰 성공을 거두어 미국, 유럽 및 기타 몇몇 국가에서 큰 인기를 끌었다.

## 배경
앨범은 미국의 프로듀서 주드 콜 (Jude Cole)과 라이프하우스, 그리고 존 필즈 (John Fields)가 프로듀싱했다. 라이프하우스는 데모 한 곡 없이 그저 제이슨 웨이드가 작사한 가사만 가지고 Who We Are 앨범 작업을 시작했다.앨범의 수록곡들을 만들어가는 과정에 대하여 라이프하우스의 드러머 릭 울스텐험 (Rick Woolstenhulme)은 "아무도 무엇을 연주해야 할지 몰랐죠. 그냥 작업을 했는데 들어보니 마치 전자음악의 느낌이 많이 나더군요. 마치 라디오를 막 틀었을 때 흘러나오는 것처럼요."라고 밝혔다.
앨범 사랑, 환희, 고난, 고통과 같은 서로 다른 감정들에 포커스를 맞춘다. 음악적으로는 앨범은 록, 얼터너티브 록, 어덜트 컨템포러리가 조합된 형태라고 할 수 있다. 웨이드는 앨범의 제목에 관한 질문에 “우린 서로 두터운 우정을 쌓았고 완전한 한 팀을 이루었습니다. 이 앨범은 제목 그대로 “우리는 누구인가 (Who we are)”를 말해주는 그런 앨범입니다. 앨범에 담긴 곡들은 우리가 지금 어디에 와있는지를 정확하게 표현해 주고 있다고 생각합니다.”
라이프하우스의 리드 보컬 제이슨 웨이드 “Who We Are”의 곡 작업을 하는 동안 다양한 삶의 사건 속에서 여러 가지 영감을 얻었다고 한다. 타이틀 싱글 "First Time”에 대하여 웨이드는 “그 곡은 마치 첫 사랑, 첫 키스처럼 절 안절부절 못하게 만드는 그 느낌을 표현한 곡입니다. 마치 생각했던 것보다 더 깊은 관계로 나아갔다는 사실을 처음으로 느꼈을 때의 설렘 같은 거죠. 평범한 러브송과는 다르게 그 느낌을 조금 더 깊이 다루어보고 싶었습니다." 웨이드는 한 영국의 소년이 학교 친구들로부터 왕따를 당해 자살한 사건을 다른 기사를 신문에서 읽고 난 뒤 수록곡 "The Joke”를 작곡하였다. 수록곡 "Broken”은 신장이식을 필요로 하는 친구의 집을 방문하기 위해 테네시주 네쉬빌에 다녀오고 난 후 작곡한 곡이다.
수록곡” Make Me Over”는 플라스틱 오노 밴드에서 영감을 받은 또다른 수록곡 "Learn You Inside Out”을 작업하던 중 라이프하우스 멤버들의 브리티시 록에 대한 사랑에서 영감을 받아 작곡하였다. "Learn You Inside Out”에 대하여 웨이드는 “전 그 곡을 금방 썼어요. 우린 그 곡을 프리스타일 느낌으로 만들기로 했죠. 그 곡을 작업할 때가 우리가 진짜 하나의 밴드로 성장하는 계기가 되었던 것 같아요. 비로소 서로를 잘 알게 되었고 앞으로 어디로 나아가야 할지를 알게 되었죠.”라고 말했다. 수록곡 "Disarray”는 웨이드의 종교중심적이고 엄격했던 가족에게서 영감을 받았다. . 수록곡 “Storm”은 원래 웨이드가 굉장히 힘들 시절을 보내던 16살에 작곡한 곡이었다. 이 곡에 대한 인터뷰에서 웨이드는 다음과 같이 밝혔다. “”그 곡을 녹음하는 건 참 재미있었습니다. 우린 곡 제목의 의미를 참 좋아합니다. 제목인 ‘’Storm’’은 나를 둘러싼 불안한 환경을 의미하죠, 마치 아카펠라의 시작처럼요. 혼돈 속에 빠져있게 되면 나를 둘러싼 환경이 어떻게 돌아가든 난 혼자일 뿐이죠. 그런 느낌을 담은 제목입니다.”

## 차트 성적
미국에서 Who We Are는 빌보드 HOT 200 차트에 첫 주 49,000장의 판매고를 기록하며 14위로 데뷔하였다. 앨범은 차트에 76주간 이름을 올렸다. 앨범은 빌보드 차트 록 앨범 부분 차트에서 5위로 데뷔하였다. 또한 빌보드 차트 디지털 앨범 부분 차트에서 4위로 데뷔하였으며 연속 5주간 차트에 이름을 올렸으며 빌보드 차트 얼터너티브 록 앨범 부분 차트에서 18위로 데뷔하였고 10주간 차트에 이름을 올렸다. 2008년 10월 22일, 앨범은 RIAA (미국 음반 산업 협회)로부터 GOLD 인증을 받았다. 2010년 6월 28일에는 앨범의 싱글들이 300만 건의 다운로드 횟수를 돌파하였다.

## 공연활동
Who We Are 앨범의 흥행을 위해서 라이프하우스는 캘리포니아주 로스앤젤레스, 일리노이주 시카고, 뉴욕주 뉴욕시티, 조지아주 애틀란타를 순회하는 "Disarray Tour" 공연을 한다. 미국 가수 맷 나단손 (Matt Nathanson) 과 HoneyHoney가 일부 투어 일정에 참여하기도 하였다. 2007년 7월 9일, 라이프하우스는 토크쇼 Last Call with Carson Daly에 출연 "First Time"등을 공연하며 앨범 홍보활동을 이어나갔다. 2007년 8월 15일에는 The Late Late Show with Craig Ferguson에 출연하여 "First Time"을 공연하였다. 그들의 2008년 2월 10일에 열린 2008 NFC 프로볼에도 참석하였다. 2008년 2월 15일, 라이프하우스는 미국의 유명 토크쇼 The Tonight Show with Jay Leno에서 공연하였다. 2008년 4월 1일에는 Live with Regis and Kelly에 출연, "First Time"과 "Whatever It Takes"을 공연하였다.

## 수록곡
| #            | 제목                     | 작곡                                | 재생 시간 |
| ------------ | ------------------------ | ----------------------------------- | --------- |
| 1.           | 〈Disarray〉             | 제이슨 웨이드                       | 3:45      |
| 2.           | 〈First Time〉           | 제이슨 웨이드, 주드 콜              | 3:23      |
| 3.           | 〈Whatever It Takes〉    | 제이슨 웨이드, 주드 콜              | 3:27      |
| 4.           | 〈Who We Are〉           | 제이슨 웨이드, 주드 콜              | 3:27      |
| 5.           | 〈Broken〉               | 제이슨 웨이드                       | 4:46      |
| 6.           | 〈The Joke〉             | 제이슨 웨이드, 주드 콜, 릭 울스텐험 | 3:56      |
| 7.           | 〈Easier to Be〉         | 제이슨 웨이드, 주드 콜              | 3:31      |
| 8.           | 〈Make Me Over〉         | 제이슨 웨이드, 주드 콜              | 3:57      |
| 9.           | 〈Mesmerized〉           | 제이슨 웨이드, 주드 콜              | 3:13      |
| 10.          | 〈Bridges〉              | 제이슨 웨이드                       | 4:02      |
| 11.          | 〈Learn You Inside-Out〉 | 제이슨 웨이드                       | 4:26      |
| 12.          | 〈Storm〉                | 제이슨 웨이드                       | 4:25      |
| 총 재생 시간 | 총 재생 시간             | 총 재생 시간                        | 37:47     |

## 참여
이하는 올뮤직에서 가져온 정보이다.
라이프하우스 (Lifehouse)
- 제이슨 웨이드 (Jason Wade) – 리드 보컬, 리듬 기타
- 릭 울스텐험(Rick Woolstenhulme Jr.) – 드럼, 퍼커션
- 브라이스 소더버그 (Bryce Soderberg) – 베이스 기타, 세컨 보컬

그외의 참여 인력
| - 저먼 비라코타 (German Villacorta) – 어시스턴트 - 마크 솜기나리 (Mark Somgynari) – 어시스턴트 - 윌 샌달스 (Will Sandalls) – 엔지니어 - 제프 로스차일드 (Jeff Rothschild) – 오디오 믹싱 - 잭 조셉 푸이그 (Jack Joseph Puig) – 오디오 믹싱 - 에반 피터스 (Evan Peters) – A&R - 톰 파넌지오 (Thom Panunzio) – A&R, 오디오 믹싱 - 딘 넬슨 (Dean Nelson) – 오디오 믹싱 어시스턴트 - 팀 맥클로이 (Tim McCloy) – 어시스턴트 - 스테판 루 (Stephen Lu) – 지휘 - 크리스 로드 (Chris Lord) – 오디오 믹싱 - 파멜라 리티 (Pamela Littky) – 사진 촬영 - 팻 레오나드 (Patrick Leonard) – 키보드 - 진 존슨 (Jenn Johnson) – 제작 지원 - 에릭 존슨 (Erik Johnson) – 디자인 - 테드 젠슨 (Ted Jensen) – 마스터링 | - 로스 호가스 (Ross Hogarth) – 엔지니어링 - 티나 하지오 (Tina Hagio) – 디자인 - 퀴노 하지오 (Kunio Hagio) – 그림 - 에릭 골파인 (Eric Gorfain) – 바이올린 - 마크 골든버그 (Mark Goldenberg) – 기타 - 존 필즈 (John Fields) – 프로듀서 - 스콧 페어클로흐 (Faircloff) – 엔지니어링, 보컬 프로듀서 - 리처드 도드 (Richard Dodd) – 첼로 - 로코 델루카 (Rocco Deluca) – 오르간 - 주드 콜(Jude Cole) – 작곡, 기타, 키보드, 피아노, 프로듀서, 세컨 보컬 - 댑헌 첸 (Daphne Chen) – 바이올린 - 리아 캐츠 (Leah Katz) – 비올라 - 키스 암스트롱 (Keith Armstrong) – 오디오 믹싱 어시스턴트 |

## 차트
| 차트 (2007년)                         | 최고 순위 |
| ------------------------------------- | --------- |
| 미국 Billboard 200                    | 14        |
| 미국 얼터너티브 앨범 차트 (Billboard) | 18        |
| 미국 디지털 앨범 차트 (Billboard)     | 4         |
| 미국 록 앨범 차트 (Billboard)         | 5         |
| 일본 오리콘 차트                      | 185       |

## 발매
| 지역    | 일시            | 포맷            | 유통사                | 에디션                           |
| ------- | --------------- | --------------- | --------------------- | -------------------------------- |
| 미국    | 2007년 6월 18일 | CD              | Geffen Records        | Standard                         |
| 미국    | 2007년 6월 19일 | 디지털 다운로드 | Geffen Records        | Standard                         |
| 영국    | 2007년 6월 24일 | CD              | Import Music Services | Standard                         |
| 독일    | 2007년 7월 3일  | CD              | Geffen Records        | Standard                         |
| 전 세계 | 2007년 8월 25일 | 디지털 다운로드 | Geffen Records        | 보너스 트랙 버전                 |
| 프랑스  | 2007년 9월 4일  | CD              | Pid                   | Standard                         |
| 전 세계 | 2008년 7월 22일 | CD              | Geffen Records        | 보너스 CD 버전, 보너스 트랙 버전 |

## 참고사항
1. ↑  Erlewine, Stephen Thomas. “Who We Are – Lifehouse (Allmusic)”. 《Allmusic》. Rovi Corporation. 2011년 6월 17일에 확인함.
2. ↑  Lai, Alex. “Lifehouse, "Who We Are" Review”. Contactmusic.com. 2011년 6월 17일에 확인함.
3. ↑  DiBiase, John (2007년 6월 18일). “Lifehouse, "Who We Are" Review”. Jesus Freak Hideout. 2011년 6월 17일에 확인함.
4. ↑  Wippsson, Johan (2007). “Lifehouse - Who We Are”. Melodic.net. 2016년 3월 3일에 원본 문서에서 보존된 문서. 2013년 2월 2일에 확인함.
5. ↑  Shetler, Scott (2007년 6월 29일). “Lifehouse: Who We Are”. Slant Magazine. 2013년 2월 2일에 확인함.
6. ↑  “Who We Are – Lifehouse”. 《Billboard》. Nielsen Business Media. 2011년 6월 18일에 확인함.
7. ↑  “Mainstream Pop-Rock Success”. About.com. 2012년 8월 25일에 원본 문서에서 보존된 문서. 2011년 6월 18일에 확인함.
8. ↑  “Lifehouse Releases "Who We Are"”. Geffen Records. 2011년 9월 29일에 원본 문서에서 보존된 문서. 2011년 6월 18일에 확인함.
9. ↑  “Lifehouse Stripped”. Geffen Records. 2011년 9월 29일에 원본 문서에서 보존된 문서. 2011년 6월 18일에 확인함.
10. ↑  “Who We Are by Lifehouse – iTunes”. Apple Inc. 2011년 6월 18일에 확인함.
11. 1 2 3 4 5 6 7  “Lifehouse – Biography, Photos, News, Videos, Reviews and Tour Dates and Tickets”. Contactmusic.com. 2011년 7월 12일에 확인함.
12. ↑  “Lifehouse's 1st Single – "First Time" on iTunes”. Geffen Records. 2011년 9월 29일에 원본 문서에서 보존된 문서. 2011년 6월 26일에 확인함.
13. ↑  “Lifehouse biography”. NFL Enterprises LLC. 2011년 1월 31일에 원본 문서에서 보존된 문서. 2011년 7월 12일에 확인함.
14. 1 2 3 4 5 6 7  “Who We Are – Lifehouse (Chart History)”. 《Billboard》. Nielsen Business Media. 2011년 6월 17일에 확인함.
15. ↑  “Bon Jovi Scores First No. 1 Album Since 1988”. 《Billboard》. Nielsen Business Media. 2011년 6월 22일에 확인함.
16. ↑  “RIAA – Recording Industry Association of America”. RIAA. 2011년 6월 22일에 확인함.
17. ↑  “Natasha Bedingfield, Lifehouse and Travie McCoy Featuring Bruno Mars to Rock the Stage at the 2010 VH1 Do Something Awards”. SYS-CON Publications, Inc. 2011년 7월 13일에 확인함.
18. ↑  “Lifehouse Announces Tour Dates”. Universal Music. 2011년 7월 13일에 확인함.
19. ↑  “PBS Soundstage Today”. Geffen Records. 2011년 9월 29일에 원본 문서에서 보존된 문서. 2011년 7월 13일에 확인함.
20. ↑  “Lifehouse : News: Watch Lifehouse LIVE at Last Call with Carson Daly in Burbank”. Geffen Records. 2011년 9월 29일에 원본 문서에서 보존된 문서. 2011년 6월 26일에 확인함.
21. ↑  “Lifehouse : News: Lifehouse Performing on The Late Late Show with Craig Ferguson”. Geffen Records. 2011년 9월 29일에 원본 문서에서 보존된 문서. 2011년 6월 26일에 확인함.
22. ↑  “Pro Bowl Performance This Sunday 2/10!”. Geffen Records. 2011년 9월 29일에 원본 문서에서 보존된 문서. 2011년 7월 13일에 확인함.
23. ↑  “Lifehouse On Jay Leno 2/15!”. Geffen Records. 2011년 9월 29일에 원본 문서에서 보존된 문서. 2011년 7월 13일에 확인함.
24. ↑  “Lifehouse On Live With Regis & Kelly April 1st!”. Geffen Records. 2011년 9월 29일에 원본 문서에서 보존된 문서. 2011년 7월 13일에 확인함.
25. ↑  “Who We Are – Lifehouse”. Rovi Corporation. 2011년 6월 18일에 확인함.
26. ↑  “Who We Are – Lifehouse”. 《Billboard》. Nielsen Business Media. 2011년 6월 22일에 확인함.
27. ↑  “ライフハウスのCDアルバムランキング、ライフハウスのプロフィールならオリコン芸能人事典-ORICON STYLE”. Oricon.co.jp. 2013년 4월 23일에 확인함.
28. ↑  “Who We Are: Lifehouse: Amazon.co.uk: Music”. Amazon.com, Inc. 2011년 7월 12일에 확인함.
29. ↑  “Who We Are: Lifehouse: Amazon.de: Musik”. Amazon.com, Inc. 2011년 7월 13일에 확인함.
30. ↑  “Who We Are (Bonus Track Version) by Lifehouse – Download Who We Are (Bonus Track Version)”. Apple Inc. 2011년 7월 12일에 확인함.
31. ↑  “Who We Are: Lifehouse: Amazon.fr: Musique”. Amazon.com, Inc. 2011년 7월 13일에 확인함.
32. ↑  “Who We Are (Bonus CD) (Bonus Tracks) – Lifehouse – Compact Disc (UPC 0602517785809)”. All Media Guide. 2011년 7월 12일에 확인함.[깨진 링크(과거 내용 찾기)]